# جون كول (رجل أعمال)
جون كول (بالإنجليزية: John Kaul)‏ هو شخصية أعمال أمريكي، (ولد في سانت ماريز في الولايات المتحدة 1866  م).